# 阿留申杜父魚
阿留申杜父魚，為輻鰭魚綱鮋形目杜父魚亞目杜父魚科的其中一種。

## 分布
本魚分布於北美洲美國阿拉斯加州、華盛頓州、加拿大卑詩省等地。

## 特徵
本魚頭大、平扁，吻短，軀幹部橢圓，尾部側扁。口大，端位。上下頜及鋤骨具齒，腭骨則無。腮蓋膜與峽部相連。體無鱗，具皮質小刺。背鰭兩個，分離；第一背鰭硬棘8至10枚，第二背鰭軟條17至20枚；胸鰭低而寬大；腹鰭胸位，最長鰭條可達臀鰭起點；尾鰭截形，臀鰭軟條12至15枚。體深褐色到呈綠色或淺灰色的背面與側邊，側邊顏色淡，腹部區域白色；通常在背鰭的軟棘部位之下的二或三個像黑色鞍狀斑塊一樣的斑塊；在背鰭、臀鰭、胸鰭與尾鰭上的深色的橫帶；在生育期的雄魚的刺狀背鰭上的橘色的邊緣。體長可達17公分。

## 生態
本魚棲息於礫石與湖泊到大型河川與岩岸的碎石急流。屬夜行性及肉食性魚類，以水生昆蟲與底棲的無脊椎動物為食。

## 經濟利用
不具經濟價值。

## 擴展閱讀
維基物種上的相關：阿留申杜父魚